# Carla Marchelli
Carla Marchelli, née le 1er avril 1935 à Gênes, est une skieuse alpine Italienne.

## Palmarès

### Jeux olympiques d'hiver
| Épreuve / Édition         | Descente | Slalom géant | Slalom |
| JO 1956 Cortina d'Ampezzo | 6e       | 28e          | —      |
| JO 1960 Squaw Valley      | 9e       | 5e           | 15e    |

### Championnats du monde
| Épreuve / Édition         | Descente | Slalom géant | Slalom | Combiné      |
| JO 1956 Cortina d'Ampezzo | 6e       | 28e          | —      | —            |
| Mondiaux 1958 Bad Gastein | Bronze   | Abandon      | 23e    | Disqualifiée |
| JO 1960 Squaw Valley      | 9e       | 5e           | 15e    | 6e           |

## Arlberg-Kandahar
- Vainqueur de la descente 1956 à Sestrières